# Давя
Давя (пол. Dawia) — село в Польщі, у гміні Лисе Остроленцького повіту Мазовецького воєводства.
Населення — 82 особи (2011).

## Демографія
Демографічна структура станом на 31 березня 2011 року:
|          | Загалом | Допрацездатний вік | Працездатний вік | Постпрацездатний вік |
| -------- | ------- | ------------------ | ---------------- | -------------------- |
| Чоловіки | 45      | 13                 | 26               | 6                    |
| Жінки    | 37      | 7                  | 20               | 10                   |
| Разом    | 82      | 20                 | 46               | 16                   |